# Јапанска аркебуза
Јапанска аркебуза (јап. 種子島鉄砲, енгл. Tanegashima teppō, дословно пуцаљка са Танегашиме) је ручно ватрено оружје, јапанска верзија аркебузе-фитиљаче, која се производила и користила у Јапану од средине 16. до средине 19. века.

## Историја
Први португалски трговци стигли су на острво Танегашима јужно од великог острва Кјушу 1542. Већ 1543. Португалци су поклонили локалним јапанским великашима неколико аркебуза, на основу којих су јапански ковачи за мање од годину дана израдили успешне копије. Пошто су прве аркебузе у Јапану направљене на острву Танегашима, тако је реч танегашима у Јапану постала синоним за аркебузу. Ове аркебузе биле су једноставно, али ефикасно ватрено оружје: састојале су се од гвоздене изолучене цеви, повијеног дрвеног кундака и табана на фитиљ, који је у Јапану остао у употреби све до друге половине 19. века. Јапанске аркебузе користиле су посебну врсту табана на фитиљ, такозвани трзајни табан на фитиљ, код кога се ороз са фитиљем напињао спољашњом опругом, и отпуштао обарачем, слично као код каснијих кремењача. Значај новог оружја убрзо се осетио у Јапану: Ода Нобунага и Тојотоми Хидејоши наоружали су велики део пешадије аркебузама, уз чију помоћ су постигнуте велике победе над војскама јапанских феудалаца у ратовима за уједињење Јапана (1560-1585) и над Корејанцима у јапанској инвазији Кореје (1592-1598).

## Галерија
- Табан јапанске аркебузе из периода Едо (17-19. век).
- Унутрашњост табана.
- Растављена аркебуза, тако да се види завртањ који затвара цев са задње стране.
- Табан јапанске аркебузе.
- Јапанска аркебуза и сличан пиштољ са табаном на фитиљ. Пиштољи са табаном на фитиљ коришћени су само у Јапану, док су у Европи први пиштољи имали табан на коло.
- Тројица модерних самураја наоружаних аркебузама, на историјском фестивалу у замку Химеџи (1. августа 2009. године).